# 1-Click
1-Click、ワンクリック または ワンクリック購入とは１回のクリックで商品のオンライン購入を可能にする技術である。ワンクリック購入にはユーザー自身が予め支払い情報を入力しておく必要がある。1997年にAmazon.comが特許出願し、同社のサイトなどで使用されている。

## 内容
電子商取引(ネットショッピング)を利用する消費者が事前に商品購入用の支払い情報や配送情報といった固有情報を入力しておくことで、ショッピングカート画面を表示せずに所定の住所とクレジットカード番号を使い1回のクリックで商品を購入できるものである。
従来は、消費者が商品を選択すると、その商品はショッピングカートに追加される。そして購入したい商品をすべて選択後、消費者は固有情報を送信し、注文完了となる。
1-Clickは、このようなショッピングカート画面を経由する方法に比べて注文に要するステップ数が短いため、煩わしさを感じることなく商品を注文できるという利点がある。
Amazon.comが出願した公開特許公報によれば、この方法を利用した注文では、サーバーは消費者から支払いに関する情報や配送情報を受けた後、消費者ごとに個別のクライアントIDを割り当てる。消費者側はクライアントIDを受け取り、内容を表示する。消費者が注文ボタンをクリックすると、クライアントIDを含んだ情報がサーバーシステムに送信される。サーバーシステムは受け取ったクライアントIDから得られた支払い情報や配送情報を元に、商品の注文を実行する。
この方法はAmazon.comのペリ・ハートマンが中心となって開発した。ハートマンは、Amazon.comのCEOであるジェフ・ベゾスから、注文システムについて、「最小限の労力で商品を注文できるようにしなければならない。商品をクリックしたらそれだけで終わるくらいでなければならないと思う」と言われたことがきっかけとなって、このソフトウェアを作り上げた。

## 特許
1-Clickの特許はAmazon.comが1997年9月12日に米国で出願し、その後、同出願を基礎として日本、欧州、カナダ、オーストラリアなどでも出願した。このうち、米国や日本などで特許が登録された。この特許はワンクリック特許と呼ばれ、ビジネスモデル特許の先駆けともされている。
各国における審査過程等は下記の通りである。

### 米国
1999年9月に米国特許商標庁は「US 5960411」特許をAmazon.comに認めた。アマゾンはまた1-Clickの商標も得た。
2006年5月12日、米国特許商標庁はピーター・カルヴァリーの請求に基づき1-Click特許の再審査を指示した。カルヴァリーは早期の電子商取引特許とデジキャッシュ社の電子マネーシステムを先行技術として引用した。
2007年10月9日、米国特許商標庁は再審査において特許の請求項6-10の特許性を確認し拒絶理由通知を出した。しかし、審査官は請求項1-5と11-26を却下した。2007年11月にアマゾンは最も幅広い請求項(1と11)を修正し商用ショッピングカートモデルの特許の制限を行うことで対応した。アマゾンは審査官に考慮してもらう目的で数百もの参考文献を提出した。2010年3月に再審査を受け修正された特許が承認された。
2017年9月12日に米アマゾンの1-Click特許が失効した。

### 欧州
ヨーロッパでは、ワンクリック注文に対する特許出願「EP application 1134680」が欧州特許庁に申請されたが、拒絶された。関連するギフト注文の特許は2003年に取得されたが、異議申立によって2007年に取り消された。

### カナダ
カナダへは、1998年9月11日に出願された（出願番号：2,246,933）。この出願に対し、カナダ特許庁の審査官は2004年に拒絶査定を出した。Amazon.comは審判請求したが、2009年3月、審判部においても特許は認められないとの判断が下された。このときに特許庁長官は、特許法2条に規定された法的主題を拒絶の根拠とした。そして、英国の判例などを引用し、1-Click特許は物体に対して物理的な変化を生み出すものではなく、ビジネス方法特許は伝統的に認められていないと述べた。さらに長官は、今までに成立していたビジネス方法特許も特許法に反しているので、実務上の修正が必要であると述べた。そして実際に2009年及び2010年に審査基準が改訂された。
Amazon.comは特許庁の判定を不服として連邦裁判所へ上訴した。連邦裁判所はワンクリック特許が物理的効果を持つ純粋なビジネス手法として排除されないとの判断を示した。裁判所は再審査のために申し立てをカナダ特許庁に差し戻した。

### 日本
日本においては、当初の出願（特開平11-161717）は審査において拒絶査定となった。しかし同出願に対する２件の分割出願がなされ、審査の結果どちらも2012年に登録となった（特許番号は4937434および4959817）。2件の特許の権利範囲は類似しており、元の出願とほぼ同等となっている。この特許は2018年9月14日まで有効である

## ライセンス

### Apple
Amazon.comは2000年9月18日にアップルコンピューター(現在のApple Inc.)にオンラインストアで使用するワンクリック購入の使用許可を与えた
。
Appleはその後 iTunes StoreとiPhotoにワンクリック購入機能を導入した。

### バーンズ・アンド・ノーブル
1999年10月にAmazon.comは「エクスプレス・レーン」と呼ばれるワンクリック購入機能を提供した「バーンズ・アンド・ノーブル」に対し、米国において特許侵害訴訟を提起した。バーンズ・アンド・ノーブルが開発した方法は、特許の抵触回避のため、顧客に購入を承認する２クリック目を求めるという設計変更を施していた。証拠を審査した後、同年12月1日、判事はバーンズ・アンド・ノーブルに対し、訴訟が終了するまでエクスプレス・レーンの提供を止める予備的差し止め命令を出した。提訴から41日というスピード結審だった。判決では、Amazon.comの特許は特許となる要件を満たしており、バーンズ・アンド・ノーブル社の注文方式はAmazon.comの特許に酷似していると判断した。そしてこの特許侵害を放置することはAmazon.comに回復不能な損害を与えるとした。判決文にはクリスマス休暇のショッピングについても述べており、この裁判が早期に結審したのは同年のクリスマス商戦の前に結論を出すという判断があったと考えられている。控訴審の後、2002年に訴訟は終結したが、バーンズ・アンド・ノーブルが特許のライセンスを取得したかどうかや、アマゾン側に金銭の支払いを行ったかどうかなどを含む和解の条件については公開されなかった。
この訴訟に関連して、自由ソフトウェア財団はAmazon.comへのボイコットを促した。ボイコットは2002年9月に取り下げられた。

## 効果
Amazon.comが1-Clickを始めた当時、消費者はまだオンライン購入に対する不安感があった。そのため購入にあたっては、何段階ものステップを踏ませることで注文に至るシステムになっていた。一方、当時は商品をショッピングカートに入れただけで購入を止めてしまうことが多く、業界平均での「かご放棄率」は65パーセントを超えていた。１回のクリックで購入させると、消費者の不安がさらに高まるとも考えられたが、結果的に1-Click採用後、Amazonの顧客は飛躍的に伸びることになった。調査によれば、1-ClickによってAmazon.comの売り上げは5％（年間24億ドル）増加しているという。またAmazonは特許取得後、1-Clickを発展させてAmazon Dashなどの新たなサービスを始めている。1-Clickは、特に単価の安い小売分野で高い効果を示すと考えられている。
1-Clickの特許については、ありふれた技術であるという意見も多く、特許を認めたことについて批判の声も挙げられている。2004年には電子フロンティア財団は1-Click特許を含むいくつかのソフトウェアやインターネットに関する特許について、先行文献を見つけた上で再審査にかけて、特許を無効にするよう呼びかけた。
Amazon.comは特許出願から消滅までの間に巨大な物流網を作り上げた。1-Clickの特許権が消滅すると、他社でも同様のサービスが始まると予想されており、その準備も進められている。しかし特許消滅時においては、この技術の有無のみで消費者がAmazon.comから他社に乗り換えるとは考え難く、そのためAmazon.comにとっては、特許権の消滅はあまり影響はないとも考えられている。